# Biophytum reinwardtii
Biophytum reinwardtii är en harsyreväxtart som först beskrevs av Joseph Gerhard Zuccarini, och fick sitt nu gällande namn av Johann Friedrich Klotzsch. Biophytum reinwardtii ingår i släktet Biophytum och familjen harsyreväxter. Utöver nominatformen finns också underarten B. r. keralanum.